# Neuland-Verlag
Der Neuland-Verlag in Geesthacht und seine Versandbuchhandlung vertrieben von 1896 bis 2011 Bücher, Zeitschriften und andere Medien zum Thema Sucht sowie die Fachzeitschrift für Kinder- und Jugendmedien „Bulletin Jugend & Literatur“.
Der Verlag wurde 1889 durch die Guttempler zur Publikation von Schriften der Abstinenzbewegung gegründet, hatte seinen Sitz in Flensburg, Berlin und Hamburg. Von 1991 bis 2011 befand er sich in Geesthacht. Wichtige Publikationen waren die zweimonatlich erscheinende Zeitschrift „Sucht - Zeitschrift für Wissenschaft und Praxis“ (vormals „Suchtgefahren“, von 1954 bis 2010 bei Neuland, erscheint heute beim Verlag Hans Huber, Bern) sowie das „Jahrbuch Sucht“ (1905 bis 2011, heute bei Pabst Science Publisher). 2010 brachte der Verlag die Zeitschrift „Rausch – Das unabhängige Magazin für Suchtfragen“ auf den Markt. Von 2001 bis 2011 führte er außerdem die Zeitschrift „Bulletin Jugend & Literatur“ im Programm.
Das Buchprogramm umfasste zeitweise rund 60 Titel.
2011 hat der Verlag Insolvenz angemeldet.